# Raman Ananjeu
Raman Uładzisławawicz Ananjeu (biał. Раман Уладзіслававіч Ананьеў, ros. Роман Владиславович Ананьев, Roman Władisławowicz Ananjew; ur. 19 kwietnia 1964 w Czerniowcach) – radziecki i białoruski wojskowy, przedsiębiorca i polityk, w latach 1995–1996 prezes zarządu spółki „Biełnieftiegaz”; deputowany do Rady Najwyższej Republiki Białorusi XIII kadencji, w latach 1996–2004 deputowany do Izby Reprezentantów Zgromadzenia Narodowego Republiki Białorusi I i II kadencji.

## Życiorys

### Młodość i praca
Urodził się 19 kwietnia 1964 roku w mieście Czerniowce, w obwodzie czerniowieckim Ukraińskiej SRR, ZSRR. Ukończył Czerniowieckie Technikum Budowlane, uzyskując zawód technika mechanika (według innego źródła ukończył Białoruski Uniwersytet Humanistyczno-Ekonomiczny). W latach 1983–1992 pracował jako instruktor komsomołu w wydziale politycznym jednostki wojskowej w Siłach Zbrojnych ZSRR i Siłach Zbrojnych Republiki Białorusi. W latach 1992–1995 był wiceprezesem spółki „Konwersja”. W latach 1995–1996 pełnił funkcję prezesa zarządu zamkniętej spółki akcyjnej „Biełnaftahaz”. Był współprzewodniczącym Narodowego Stowarzyszenia Przemysłowców i Przedsiębiorców i członkiem zarządu Białoruskiej Fundacji Ochrony Socjalnej Byłych Wojskowych.

### Działalność parlamentarna
W drugiej turze wyborów parlamentarnych 28 maja 1995 roku został wybrany na deputowanego do Rady Najwyższej Republiki Białorusi XIII kadencji z Bieszenkowickiego Okręgu Wyborczego Nr 39. 9 stycznia 1996 roku został zaprzysiężony na deputowanego. Od 23 stycznia pełnił w Radzie Najwyższej funkcję członka Stałej Komisji ds. Polityki Ekonomicznej i Reform. Był bezpartyjny, należał do popierającej prezydenta Alaksandra Łukaszenkę frakcji „Zgoda”. Od 3 czerwca był członkiem grupy roboczej Rady Najwyższej ds. współpracy z parlamentem Rzeczypospolitej Polskiej. Wykazał się aktywnością w czasie kryzysu konstytucyjnego w 1996 roku, opowiadając się po stronie prezydenta. Poparł dokonaną przez niego kontrowersyjną i częściowo nieuznaną międzynarodowo zmianę konstytucji. 27 listopada 1996 roku przestał uczestniczyć w pracach Rady Najwyższej i wszedł w skład utworzonej przez prezydenta Izby Reprezentantów Zgromadzenia Narodowego Republiki Białorusi I kadencji. Pełnił w niej funkcję zastępcy przewodniczącego Komisji ds. Pracy, Spraw Socjalnych, Ochrony Zdrowia, Kultury Fizycznej i Sportu. Zgodnie z Konstytucją Białorusi z 1994 roku jego mandat deputowanego do Rady Najwyższej formalnie zakończył się 9 stycznia 2001 roku; kolejne wybory do tego organu jednak nigdy się nie odbyły.
21 listopada 2000 roku został deputowanym do Izby Reprezentantów II kadencji z Lepelskiego Okręgu Wyborczego Nr 23. Pełnił w niej funkcję członka Stałej Komisji ds. Pracy, Ochrony Socjalnej, Weteranów i Inwalidów. Wchodził w skład zjednoczenia deputowanych „Za Związek Ukrainy, Białorusi i Rosji” oraz grupy deputackiej „Deputowany Ludowy”. Jego kadencja w Izbie Reprezentantów zakończyła się 16 listopada 2004 roku.

## Odznaczenia
- Medal „Za wyróżnienie w służbie wojskowej” I klasy[1];
- Medal „Za wyróżnienie w służbie wojskowej” II klasy[1].

## Życie prywatne
Raman Ananjeu jest żonaty, ma córkę. W 1995 roku mieszkał w Mińsku.